# Новоекатериновка (Омская область)
Новоекатери́новка — деревня в Тарском районе Омской области России. Входит в состав Екатерининского сельского поселения.

## История
В 1928 году деревня Ново-Екатерининская состояла из 77 хозяйств, основное население — русские. В административном отношении находилась в составе Екатерининского сельсовета Екатерининского района Тарского округа Сибирского края.

## Население
| 1926 | 2002 | 2010 |
| ---- | ---- | ---- |
| 428  | ↘3   | ↘1   |

## Улицы
В деревне имеется одна улица — Новая.